# 立花絵海莉
立花 絵海莉（たちばな えみり、1996年4月1日 - ）は、日本の元グラビアアイドル、タレントである。
東京都出身。元フィットワン所属。以前はメディアプロモーションに所属していた。

## 経歴
2012年、高校2年生の16歳の4月からグラビアアイドルとしてデビューした。10月に『Sweet Canvas/立花絵海莉』を大洋図書にてDVD発売した。2012年11月から2013年12月までアイドルユニット「PopLip」のメンバーとしても活動していた。
2015年4月に引退し、公式ブログも消滅した。

## 人物
特技は、スポーツ、釣り。3人姉妹である。
好きな食べ物はあんみつ、苺大福、砂肝、サブウェイ。嫌いな食べ物は酢豚。
スポーツ万能で中学生にして50m走7.2秒の記録を出していた。小、中学生とバレーボール部に所属。
マス・メディアからはポスト「きゃりーぱみゅぱみゅ」、ポスト「篠崎愛」などと呼ばれている。

## 主な出演
- 2013年　イーネットフロンティアよりDVD発売（2013年5月24日）
- 2013年　テレビ神奈川 カナフルTV　グルメレポーター出演
- 2013年　ヤングアニマル嵐　プレゼントページグラビア出演
- 2013年　横浜ウォーカーにてPoplipとして掲載
- 2013年　ヤングアニマル2号プレゼントページグラビア出演
- 2012年　2012年12月25日発売「週刊大衆ヴィーナス」1P掲載
- 2012年　集英社週刊ヤングジャンプ　プレゼントページグラビアモデル
- 2012年　集英社ケータイヤングジャンプ グラビア企画「ぷるるんサバイバル」出演
- 2012年　アスリートジャパン主催ベースボールトーナメント始球式及びイベントガール
- 2012年　podcast番組「恋を止めないで」
- 2012年　相模原ご当地ユニット「PopLip」加入
- 2012年　イメージDVD　10/31「Sweet Canvas」aquahouse
- 2012年　東京まっくす「アイドルパーク」出演
- 2011年　企業イメージWEB動画モデル（(株)ハイエッジ）
- 2011年　FMうらやす「恵梨のSMILE WORLD」ゲスト

## DVD
- ともだち宣言3号（2012年6月30日、Heart Catch）
- めいぷるきゃんでぃ（2012年9月23日、メープルR）
- Sweet Canvas（2012年10月14日、アクアハウス）
- 純白プリン（2013年5月24日、イーネット・フロンティア）
- 恋してプリン（2013年9月19日、ギルド）
- ぷるっと!!（2013年12月13日、MBDメディアブランド）
- Sweet Juicy（2014年3月28日、グラッソ）
- えみりパイ（2015年3月27日、グラッソ）